# پیز دیگل گورشوس
پیز دیگل گورشوس (به لاتین: Piz digl Gurschus) یک کوه در سوئیس است که در کانتون گراوبوندن واقع شده‌است. پیز دیگل گورشوس ۲٬۸۸۰ متر بالاتر از سطح دریا واقع شده‌است.